# Ina Mihalache
Ina Mihalache (n. 14 mai 1985, Montréal, provincia Québec, Canada), cunoscută sub numele de Solange, este o actriță canadiană, artistă video, artistă vizuală, comediană și editoare. A locuit în Franța începând cu anul 2004.
Este în principal cunoscută pe canalul YouTube, sub denumirea de SolangeTeParle, care prezintă programe pe diferite teme și video-uri în care ea adoptă personalitatea lui Solange, un personaj fictiv. Și-a creat propriul canal în noiembrie 2011 și a avut un succes modest, ajungând la 200.000 de abonați până în aprilie 2016. Mihalache își propune să reprezinte emoții prin filmele ei, filme care acoperă o gamă largă de subiecte, inclusiv din cultură, artă, sexualitatea și sentimente.

## Biografie
Mihalache s-a născut în Montreal, Quebec , pe14 mai 1985. Este fiica unui emigrant român în Canada, Dumitru Mihalache, care a fugit de regimul dictatorial al lui Nicolae Ceaușescu, și a unei femei din provincia Quebec, Doris Duguay. La vârsta de zece ani a decis să-și piardă accentul zonei Quebec și să adopte limba "franceză din Franța", accent pe care l-a auzit la radio sau pe canalele de televiziune în limba franceză, cum ar fi TV5. Ea explică că acest lucru a fost o "alegere estetică", ceea ce era o controversă în provincia ei natală.
S-a mutat la Paris în 2004 unde s-a înscris la o școală privată de teatru, Cours Florent. Ulterior a fost admisă la Classe Libre sub îndrumarea lui Jean-Pierre Garnier și a lui Olivier L. Brunet, , dar a eșuat de patru ori la rând la concursul de admitere la Conservatorul Național de Artă Dramatică.
Principalele sale influențe artistice și cinematografice sunt Anna Karina, Emmanuelle Riva, Lars von Trier, Sophie Calle, și Tehching Hsieh.
După ce a fost introdusă la Talents Cannes de l'Adami de Mathieu Amalric în scurt metrajul Deux cages sans oiseaux, s-a dedicat producției de lucrari atipice, cum ar fi trilogia Réussites/Patiences, abordând problemele insuficienței, a izolarii, lenei și nuditații corpului în spațiul public. A lucrat de asemenea pentru France Télévisions, ca editor și voice-over.
În noiembrie 2011 a creat blog-ul Solange te parle, o compilație de clipuri cu teme asemeni lui Norman Thavaud. Personajul Solange oferă sfaturi comice și adesea sfaturi absurde pentru a rezolva problemele din viața de zi cu zi a unei femei tinere, antisociale. Argumentele ei despre caracterul patafizic sunt evocate în La Minute nécessaire de monsieur Cyclopède de Pierre Desproges și Jean-Louis Fournier sau câteva experiențe conceptuale ale artistul american John Baldessari. Ina Mihalache a declarat, după o perioadă de timp, despre propria ei creație că: "Solange este inadecvată. Ea nu știe cum să facă lucruri, dar ea încearcă".
În aprilie 2012 a jucat rolul lui Sasha Maréchal în documentarul realizat de France 3: EtrangesAffaires.com, alături de jurnalistul Patrick Pesnot. Sasha Maréchal și-a prezentat multitudinea de desene și secvențe animate.
În iulie 2012 a colaborat cu Radio France într-o serie de 54 de zile consecutive de difuzare, pe postul de radio France Inter, la emisiunea lui Thomas Baumgartner, Antibuzz: Solange lit tous tes tweets, a cărei teme sunt preluate din tweet-uri. S-a întors în televiziune în februarie 2013 cu seria Solange dans le bus, emisiune difuzată în fiecare marți în programul lui Pascale Clark, Comme on nous parle. O altă serie, Solange pénètre ta vie intim, alcătuită din mărturii ale femeilor care au încredere în Solange, a apărut pe site-ul Mouv', pe data de 14 februarie 2013 și a fost difuzat zilnic pe site-ul postului până în iunie 2013. Seria a fost reluată în ianuarie 2014, de data aceasta difuzată de două ori pe zi, pe post.
A jucat rolul principal în piesa de teatru de tineret, Virginia Wolf , în regia Nathalie Bensard, fiind o adaptare nu prea reusită după albumul lui Kyo Maclear si al lui Isabelle Arsenault.
Pe 6 ianuarie 2016 a publicat prima ei carte, ediția Payange, Solange te parle, inspirată din experiențele ei de pe internet.
Pe 30 ianuarie 2016, difuzarea filmul Solange et les vivants (ecranizat între 2013 și 2014 și produs printr-o finanțare participativa) s-a realizat la cinematograful Luminor Hôtel de Ville. Proiecția națională a început pe data de 9 martie 2016.
În octombrie 2016 s-a înscris la Le Fresnoy - Studioul Național de Artă Contemporană, sub îndrumarea regizoarei Chantal Akerman.
În februarie 2017 a publicat a doua lucrare intitulată Très intime, cronicile fiind difuzate pe Le Mouv' și publicate de Payot.

## Filmografie
| An   | Titlu                                                        | Rolul                           | Creatorul         | Directorul      | Note |
| ---- | ------------------------------------------------------------ | ------------------------------- | ----------------- | --------------- | ---- |
| 2007 | Deux cages sans oiseaux                                      | Sora Muriel                     | Mathieu Amalric   |                 |      |
| 2007 | Tu ne peux pas du tout penser à moi                          | Olivier L. Brunet (co-director) |                   |                 |      |
| 2008 | Grossesses et Macarons                                       | Clémentine                      | Anne Flandrin     |                 |      |
| 2011 | EtrangesAffaires.com : L ' affaire des vedettes de Cherbourg | Sasha Maréchal                  | Olivier L. Brunet |                 |      |
| 2012 | EtrangesAffaires.com : L'affaire des missiles Exocet         | Sasha Maréchal                  | Olivier L. Brunet |                 |      |
| 2012 | L'entropie du milieu humain                                  | Prezentator geek                | Vivien Loiseau    |                 |      |
| 2016 | Solange et les vivants                                       | Solange                         | Ina Mihalache     | Rolul principal |      |
| 2016 | Ma révolution                                                | Profesor                        | Ramzi Ben Sliman  |                 |      |

## Alte realizări

### Lucrări video
| Ani   | Titlu               | Note                                                               |
| ----- | ------------------- | ------------------------------------------------------------------ |
| 2010  | Réussites/Patiences | Video de performanță/triptic de 8 ore cu două actrițe în timp real |
| 2011– | Solange Te Parle    | serie video pe internet                                            |

### Publicații
| An   | Titlu            | Persoana | ISBN                |
| ---- | ---------------- | -------- | ------------------- |
| 2016 | Solange te parle | Payot    | ISBN: 9782228914512 |
| 2017 | Très intim       | Payot    | ISBN: 9782228917063 |

### Radio
| Ani     | Titlu                        | Note |
| ------- | ---------------------------- | --- |
| 2012    | Solange lit tous tes tweets  | Serie de 54 de înregistrări audio pentru France Inter și programul "Antibuzz" a lui Thomas Baumgartner   |
| 2013    | Solange dans le bus          | Serie de înregistrări audio pentru France Inter și programul „Comme nous nous parle” a lui Pascale Clark |
| 2013–14 | Solange pénètre ta vie intim | Serie de înregistrări audiopentru Mouv'                                                                  |

### Editare și voice-overs
| An   | Titlu                          | Rețea    | Note                  |
| ---- | ------------------------------ | -------- | --------------------- |
| 2008 | Signes de l 'espérance         | France 2 | Editare               |
| 2009 | Les Silences de Maurice Zundel | France 2 | Editare și voice over |
| 2010 | Ultreïa!                       | France 2 | Editare și voice over |
| 2011 | La Beauté du geste             | Franța 3 | Editare               |

## Teatru
| An   | Titlu         | Note |
| ---- | ------------- | --- |
| 2014 | Virginia Wolf | Tânărul public al lui Nathalie Bensard, bazat pe albumul lui Kyo Maclear și al lui Isabelle Arsenault, împreună cu Marie Craipeau; rolul principal |

## Premii

### Cours Florent
| An   | Nume de munca                                    | Recompensa                         | Rezultatul |
| ---- | ------------------------------------------------ | ---------------------------------- | ---------- |
| 2007 | Ina Mihalache în Babylone by Matthieu Dessertine | "Jacques" pentru cel mai bun actor | Câștigat   |